# Парламентские выборы в Малави (1983)
Парламентские выборы в Малави проходили 29—30 июня 1983 года. С 1966 года Партия Конгресса Малави была единственной разрешённой политической партией. Количество депутатов Национального собрания было увеличено до 101, при этом пожизненный президент Хастингс Банда мог назначить столько дополнительных депутатов, сколько он считал нужно, чтобы «повысить представительский характер Собрания либо чтобы представлять некоторые меньшинства или иные особые интересы в Республике». В конечном итоге Банда после выборов назначил 11 дополнительных депутатов. В 21 округе был представлен единственный кандидат, а в остальных 80 округах — от 2 до 5 кандидатов.

## Результаты
| Партия                                                                                   | Голоса    | %   | Мест | +/- |
| ---------------------------------------------------------------------------------------- | --------- | --- | ---- | --- |
| Партия Конгресса Малави                                                                  |           | 100 | 101  | +14 |
| Недействительные/пустые бюллетени                                                        | -         | -   | -    | -   |
| Всего                                                                                    |           | 100 | 101  | +14 |
| Зарегистрированных избирателей/Явка                                                      | 3 278 907 |     | -    | -   |
| Источник: African Elections Database Архивная копия от 7 октября 2014 на Wayback Machine |           |     |      |     |